# Korneliusz Wijk
Korneliusz Wijk (ur. 1548 w Dorestat w pobliżu Utrechtu, zm. 9 lipca 1572 w Brielle w Holandii) – franciszkański brat zakonny z nurtu Obserwantów, jeden z męczenników z Gorkum, święty Kościoła katolickiego.
Jako chłopiec wstąpił do zakonu franciszkańskiego. Nie szedł drogą do kapłaństwa, ale chciał być bratem zakonnym. Zanim został pojmany przez kalwinistów należał do wspólnoty minoryckiej w Gorkum. Jego gwardianem, tzn. przełożonym, był Mikołaj Pick.
W 1572 rozpoczęły się prześladowania katolików w Holandii. Gezowie schwytali grupę franciszkanów i innych duchownych, wśród nich Korneliusza Wijka. Chciano torturami zmusić ich do odstępstwa od wiary. Oprawcy wyśmiewali osobę Matki Bożej, świętych i papieża. Następnie przewieziono ich do Brielle.
Korneliusz Wijk, pozostali zakonnicy i duchowni zostali powieszeni w  spichlerzu augustiańskiego klasztoru św. Elżbiety. Według relacji naocznych świadków: Egzekucja została przez oprawców przeprowadzona bardzo niedbale. Nie zatroszczyli się o to, aby sznury dobrze zaciskały gardła skazańców i by w ten sposób szybko skonali (...). Przeprowadzenie egzekucji trwało około dwóch godzin. Rozpoczęło się około godziny drugiej w nocy, a zakończyło się około godziny czwartej. Ciała zabitych zostały przez gezów poćwiartowane. W nocy z 10 na 11 lipca wrzucono je do dwóch wykopanych dołów i zasypano.
Męczennik został kanonizowany 29 czerwca 1867 przez papieża Piusa IX. Męczennicy z Gorkum, wśród nich św. Korneliusz Wijk, czczeni są w liturgii Kościoła katolickiego 9 lipca, przede wszystkim w kościołach i parafiach franciszkańskich.